# Luoding

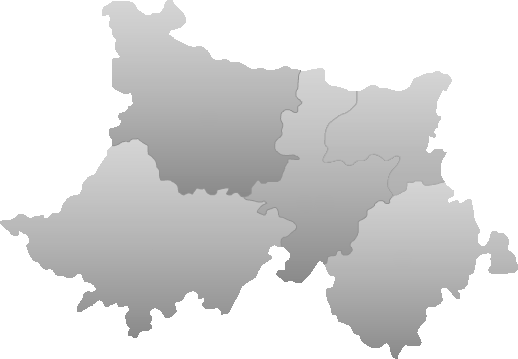
Lage der kreisfreien Stadt Luoding im Gebiet der bezirksfreien Stadt Yunfu

Luoding (chinesisch 罗定市, Pinyin Luódìng Shì) ist eine kreisfreie Stadt in der chinesischen Provinz Guangdong. Sie gehört zum Verwaltungsgebiet der bezirksfreien Stadt Yunfu. Luoding hat eine Fläche von 2.328 km² und zählt 936.931 Einwohner (Stand: Zensus 2020).

## Administrative Gliederung
Auf Gemeindeebene setzt sich die kreisfreie Stadt aus sechs Straßenvierteln und 17 Großgemeinden zusammen. 

## Persönlichkeiten
- Cai Tingkai (蔡廷鍇), geboren 1892, gestorben 1968, war ein chinesischer General der Kuomintang
- Tang Chun Kit (鄧俊傑), Historiker, sein Forschungsinteresse gilt dem Philosoph Zhan Ruoshui (湛若水)